# Pier Angelo Fiorentino
Pier Angelo Fiorentino (Napoli, 30 marzo 1811 – Parigi, 31 maggio 1864) è stato un drammaturgo, giornalista, poeta, scrittore e traduttore italiano naturalizzato francese.
In Italia si mise in luce prima per alcune opere, per lo più poesie e drammi, anche rappresentate in teatro, e poi, durante il Risorgimento, per aver aderito e partecipato ai lavori della Società nazionale per la confederazione italiana, ideata e presieduta da Gioberti, nonché per aver criticato l'allocuzione Non semel di Papa Pio IX. Per la sua attività letteraria riscosse particolare successo in Francia. Oltralpe, dove collaborò con i principali giornali, come critico musicale e teatrale, si rese interprete, infatti, della miglior traduzione in francese della Divina Commedia di Dante. Collaboratore di Alexandre Dumas, secondo una diffusa tradizione sarebbe stato il vero autore di alcune opere firmate dallo scrittore francese, fra le quali Il conte di Montecristo.

## Biografia

### Il primo quarto di secolo
Studiò dai gesuiti e poi s'iscrisse all'Università di Napoli, laureandosi in giurisprudenza.
Nel 1831, anno nel quale fu chiamato a volgarizzare  alcune epistole di Francesco Petrarca, opera che realizzò con Emidio Cappelli e Tommaso Gargallo, fu tra i fondatori a Napoli, assieme a Vincenzo Torelli, della rivista «Omnibus». Sono di questo periodo anche  Le Cento Novelle. (1833), il poema Sergianni Caracciolo e il romanzo storico Il Corradino.  Si aggiunsero, poco dopo, la raccolta poetica Le sere d'autunno (1834),  le Scene e costumi (1835) e il dramma storico  La Fornarina.. Quest'ultimo, uscito nel 1835, fu più volte rappresentato a teatro, sia a Napoli che a Torino, non senza strascichi polemici. Dopodiché decise di partire per la Francia in cerca di fortuna.

### Da Dumas a Dante
A Parigi diede lezioni d'italiano e fondò il giornale «Il Bravo», che tuttavia ebbe una breve esistenza. Alla fine degli anni Trenta del XIX secolo, Fiorentino cominciò a spostarsi, senza soluzione di continuità, tra Francia e Italia. Nel 1839, quando figurava fra i compilatori della raccolta «Museo scientifico, letterario, artistico», lo si ritrova infatti a Napoli per assistere alla fortunata rappresentazione del suo Il medico di Parma, un dramma che, ispirato al romanzo Le Médecin du Pecq di Léon Gozlan, verrà poi edito postumo soltanto nel 1875. Proprio in quegli anni instaurò una proficua collaborazione con Alexandre Dumas padre, che aveva conosciuto nella città partenopea nel 1835. Nello stesso 1839 scrisse, infatti, la prefazione allo Jacques Ortis ( online.), ossia la traduzione che il romanziere francese aveva realizzato delle Ultime lettere di Jacopo Ortis di Foscolo. Successivamente, con Dumas firmò il volume Crimes célèbres ( online.), in cui comparve un suo racconto, Nisida, ispirato all'omonima isola delle Isole flegree. Ma vennero attribuiti all'eclettico letterato napoletano anche alcuni romanzi celebri del Dumas, come Giovanna di Napoli, l'Ascanio (tratto da Il colosso di Marte, che Fiorentino aveva pubblicato su «Il Bravo») e Il Corricolo (uscito in 4 volumi tra il 1841 e il 1843), oltre al Conte di Montecristo, che apparve nel 1844.
Nel frattempo, nel 1840 Fiorentino aveva tradotto la Divina Commedia ( online.), definita da numerosi intellettuali e scrittori francesi, quali Baudelaire, Hugo e Lamennais, la principale traduzione dell'opera dantesca mai realizzata in francese. Di quest'opera furono realizzate tre edizioni - di cui una, quella del 1861, arricchita delle incisioni di Gustave Doré -, tutte più volte ristampate: l'edizione minore arrivò a registrare, soltanto nel corso del XIX secolo, ben sedici ristampe. Mentre è del 1842 la Fisiologia dell'avvocato ( online.), un grazioso racconto di schizzi umoristici, in cui, mettendo a frutto le esperienze maturate durante gli studi giuridici, tratteggiò vizi e virtù della carriera forense.

### L'attività risorgimentale
Nonostante i frequenti contatti con l'Italia, Fiorentino continuò a risiedere a Parigi. Nel 1843 cominciò a scrivere per il giornale «Le Corsaire», dal quale gli derivò una certa notorietà. Ma nel 1848 decise di fare propaganda di stampo liberale, viaggiando tra Napoli, Roma e Torino. Nella capitale sabauda aderì al progetto per una confederazione tra gli stati, partecipando ai lavori del Congresso nazionale della Società giobertiana che si tennero tra il settembre e l'ottobre di quell'anno. Poco prima, peraltro, alla celebre allocuzione di Pio IX del 29 aprile, con la quale il pontefice annunciava il ritiro delle proprie truppe contro l'Austria, aveva risposto con un inno all'unificazione nazionale: 

### La carriera di critico
Sul finire del 1848 è comunque di nuovo oltralpe: collaborò prima alla «Presse», poi, dal 1849, al giornale musicale «Le Constitutionell» come redattore. Nel 1852 scrisse, celandosi sotto lo pseudonimo di A. de Rovray, sul principale giornale francese dell'epoca, il «Moniteur», al quale affiancherà, dal 1855, la stesura di articoli per il già citato «Le Constitutionell». Il duplice incarico, e gli enormi vantaggi economici che ne derivarono, lo resero inviso nella società letteraria francese del tempo, tanto che cercò di risolvere le critiche attraverso un duello. Xavier Aubryet, del resto, definendolo un «Mazarin du compte rendu», intese sottolineare proprio l'aspetto venale delle recensioni e quindi dell'attività critico-letteraria di Fiorentino.

### A Napoli per sempre
Amico di Théophile Gautier, Fiorentino venne decorato della massima onorificenza francese, la Legion d'onore. Dopo la morte, che lo colpì nella Ville lumière, le sue spoglie tornarono in Italia, nel cimitero della città natale, per essere tumulate con la seguente iscrizione lapidea:
Però malgrado i suoi brillanti successi
non dimenticò mai la sua terra natale
e le richiese l'ultimo ricovero»
Buona parte dei suoi articoli furono raggruppati in più pubblicazioni postume: tra il 1866 e il 1867 uscirono, in due volumi, Comédies et Comédiens ( online.), con la prefazione di Francisque Sarcey; tra il 1870 e il 1872 uscirono, invece, la prima ( online.) e la seconda serie ( online.) di Les Grands Guignols.